# Rouayset el Ballout
Rouayset el Ballout è un centro abitato e comune (municipalité) del Libano situato nel distretto di Baabda, governatorato del Monte Libano.